# Michael Schwan
Michael Schwan   (Constança, 5 de novembre de 1939) és un remer alemany, ja retirat, que va competir durant la dècada de 1960.
El 1964 va prendre part en els Jocs Olímpics d'Estiu de Tòquio, on va guanyar la medalla de bronze en la prova del dos sense timoner del programa de rem. Formà equip amb Wolfgang Hottenrott.
En el seu palmarès també destaquen una medalla d'or al Campionat del món de rem de 1966 en el vuit i dues medalles de plata al Campionat d'Europa de rem, el 1964, en el dos sense timoner, i el 1965 en el quatre sense timoner. També guanyà tres campionats nacionals. El 1967 va rebre la Silbernes Lorbeerblatt pels seus èxits esportius.